# École de langue japonaise de Vancouver
L'École de langue japonaise de Vancouver (anglais :,japonais バンクーバー日本語学校 (Vancouver Nihongo Gakko) ) est une école de langue située dans le quartier de Japantown (en) à Vancouver en Colombie-Britannique (Canada). Fondée en 1906 sous le nom de Vancouver Kyoritsu Nihon Kokumin Gakko (晩香坡共立日本國民學校, Vancouver Japanese Citizens' School), elle est la plus vieille école de langue japonaise au pays.

## Histoire
L'école a ouvert ses portes le 12 janvier 1906 en tant que Japanese Citizens' School, sa construction ayant été financée par le diplomate japonais Marquis Komura Jutarō. Il a enseigné des matières générales aux Canadiens d'origine japonaise dans la région en tant qu'école japonaise à temps plein suivant le programme d'études japonais. Les matières générales ont été abandonnées en 1919 au profit de l'enseignement aux Japonais-Canadiens de l'anglais et du japonais, et l'école a été rebaptisée École de langue japonaise. 
Après le déclenchement de la guerre du Pacifique le 7 décembre 1941, l'école a dû fermer ses portes et les Canadiens d'origine japonaise ont été déportés lors de l'internement des Japonais-canadiens. L'école n'a rouvert qu'en 1952, lorsqu'elle a été temporairement hébergée à l'église bouddhiste de Vancouver avant de retourner au bâtiment VJLS en 1953. 
L'immeuble existant situé au 475, rue Alexander à Vancouver est désigné édifice patrimonial par la ville de Vancouver comme symbole de la communauté canado-japonaise et de l'internement. Le bâtiment a été désigné lieu historique national le 20 juin 2019 en tant que plus ancienne école de langue japonaise du pays, mais aussi parce qu'il s'agit d'un rare cas documenté de propriété restituée à des Canadiens d'origine japonaise après la période d'internement. 